# Noceta in Val di Chio
Noceta è una frazione del comune di Castiglion Fiorentino, in provincia di Arezzo. Si trova nella parte occidentale della Val di Chio, nei pressi dell'antica Pieve di Retina.

## La località
Il paese viene citato in numerosi processi avvenuti nel XIV secolo; a quell'epoca possedeva un'abbazia dedicata a San Bartolomeo, poi divenuta chiesa parrocchiale. Questa probabilmente esisteva già prima dell'anno Mille e dal XIII secolo appartenne al monastero benedettino-olivetano del Campo regio di Gubbio. In realtà fu un'abbazia più formalmente che materialmente, in quanto il rettore spesso non risiedeva qui, inoltre, data la lontananza, la gestione da parte del monastero eugubino diventava troppo difficile. Così, a partire dal XV secolo, si decise di dare in concessione dapprima i territori limitrofi, dopo l'abbazia stessa per un certo numero di anni a parrocchiani del luogo. Nel 1427 la popolazione congiunta di Senaia e della Noceta ammontava a 13 fuochi. La Visita apostolica del 1583 parlò della chiesa come parrocchiale, chiamata Abbazia di San Bartolomeo, appartenente all'Ordine Benedettino di Monte Oliveto, nella cui canonica viveva un sol monaco. Nel 1636 il rettore, don Giovanni Battista Grassi, rivendicò – inutilmente – i diritti che secondo lui la Noceta aveva sul Santuario del Bagno. La visita pastorale del 1692 riferì che la chiesa era retta dai monaci di San Bernardo di Arezzo. Nel 1745 la villa contava 141 abitanti. Nel 1785 giunse la soppressione granducale; chiesa e canonica furono restaurate in previsione di annettere loro una cura d'anime. L'anno dopo infatti San Bartolomeo fu nominata parrocchia: il primo parroco sarà don Gesualdo Spinoli. Nel 1794 il paese contava 175 persone, che divennero 248 nel 1833 e 260 nel 1845. Il 24 giugno del 1949 un uragano si abbatté sul paese scoperchiando case e distruggendo raccolti. Un fulmine si abbatté sul campanile della chiesa, rovinandolo. Il muro della piazza del Gesù franò. Polli, suini e pecore galleggiavano nell'acqua dell'alluvione causato; i raccolti di vino, olio e grano andarono persi quasi totalmente. Attualmente nella frazione opera un frantoio ed è stato creato un circolo ricreativo.

## La chiesa di San Bartolomeo

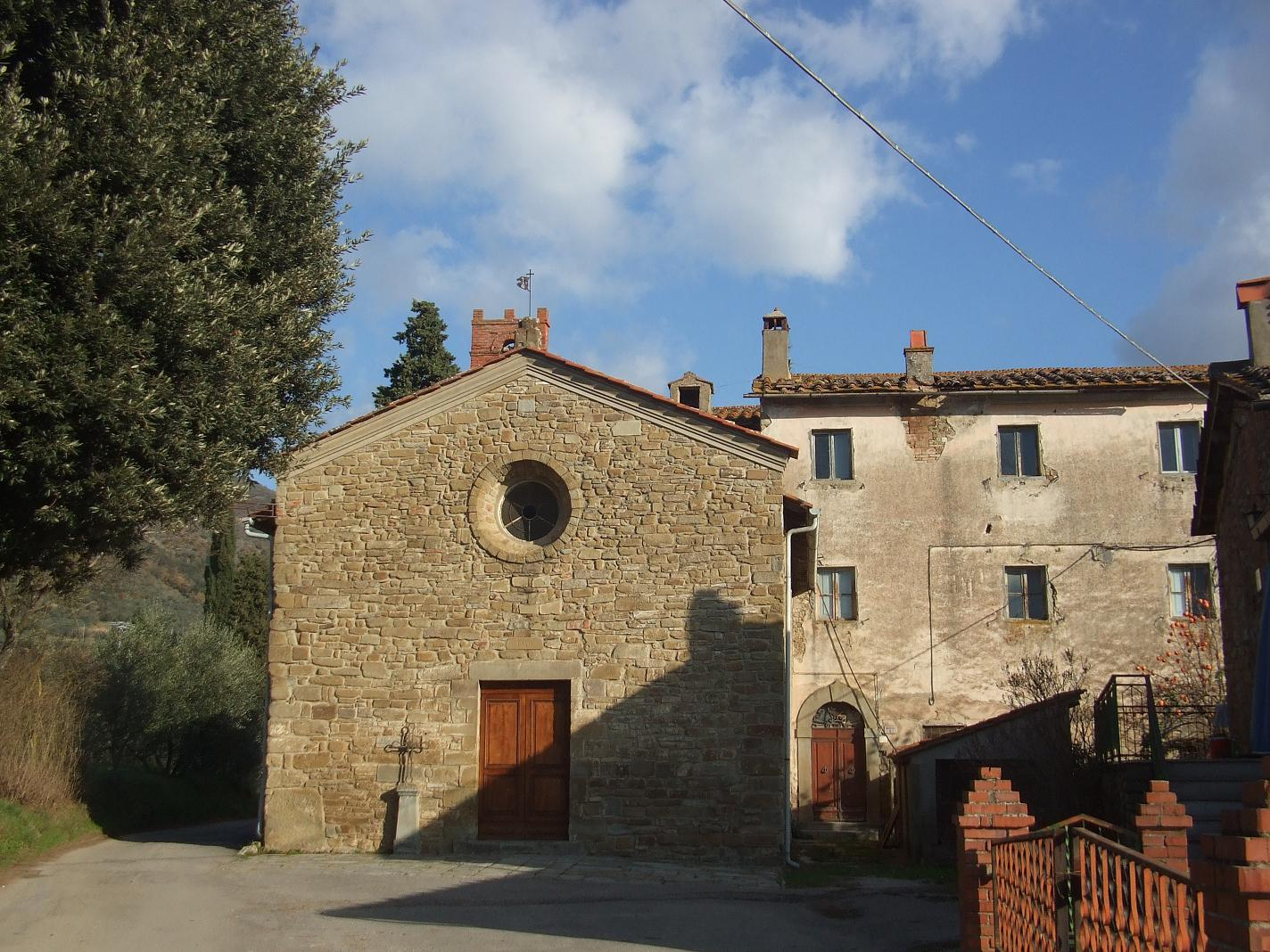
La chiesa di San Bartolomeo alla Noceta

La chiesa si presenta attualmente ad una sola navata; davanti ad essa vi è una croce in ferro che ricorda le Missioni del 1936 e due pietre risalenti all'antica abbazia. La pianta è rettangolare, il pavimento è a scacchi bianchi e neri, il soffitto a due spioventi retto da travi che emergono direttamente dalle pareti. All'ingresso vi è un fonte battesimale, realizzato nel 1937, la cui coppa in pietra è protetta da una copertura piramidale di legno a otto lati. In chiesa esistono tre altari, uno maggiore e due laterali. Sono tutti coetanei (XIX secolo) ed uguali per materiale, dimensione ed aspetto. Le pareti laterali sono decorate con affreschi antichi, tra cui spicca quello del fondonicchia di sinistra, con Gesù crocifisso ed ai suoi piedi la Madonna e San Giovanni. La pittura di destra, risalente al 1528, è più semplice e ritrae la Madonna assisa in trono con il Bambinello e ai suoi fianchi San Rocco, San Sebastiano e Sant'Antonio Abate. Un gradino rialza il presbiterio che, grazie ad un passaggio chiuso da tenda, comunica con la sagrestia. Dietro all'altare maggiore vi è una nicchia nella cui parete di fondo è ospitato uno stupendo crocifisso in legno scolpito e dipinto, risalente probabilmente alla prima metà del Seicento.

## Sagre e feste paesane
La Noceta è famosa per la sagra del cinghiale, che si tiene a metà maggio e per la "sagra del fungo porcino che" si tiene tra la fine di settembre e l'inizio di ottobre.